# Kolonialkreuzer
Als Kolonialkreuzer wurden von 1880 bis 1945 in den Flotten Kriegsschiffe bezeichnet, die speziell für den Einsatz in den überseeischen Kolonien der europäischen Mächte konzipiert waren. Meist entstanden diese Schiffe durch den Umbau von älteren Kreuzern. Seltener war der Neubau von Kolonialkreuzern.

## Geschichte

### Italien
Da diese Schiffe für den Einsatz in tropischen Gebieten vorgesehen waren, verfügten sie über geräumigere, gut belüftete Unterkunftsräume sowie bessere sanitäre Anlagen als andere Schiffe ihrer Zeit. Der italienische Kolonialkreuzer Eritrea (Baujahr 1936) verfügte sogar über eine Gefrieranlage für die Lebensmittel. Wegen des Einsatzes im Wach- und Patrouillendienst waren diese Schiffe meist recht langsam und schwach bewaffnet. Aufgrund ihrer geringen Kampfkraft waren Kolonialkreuzer für die Kriegsflotten daher ohne Bedeutung. Nach dem Ersten Weltkrieg wurden die Aufgaben der Kolonialkreuzer meist von anderen Kriegsschiffen wahrgenommen. Vereinzelt blieben sie jedoch noch bis zum Ende des Zweiten Weltkrieges in den Flottenlisten.

### Deutsches Reich

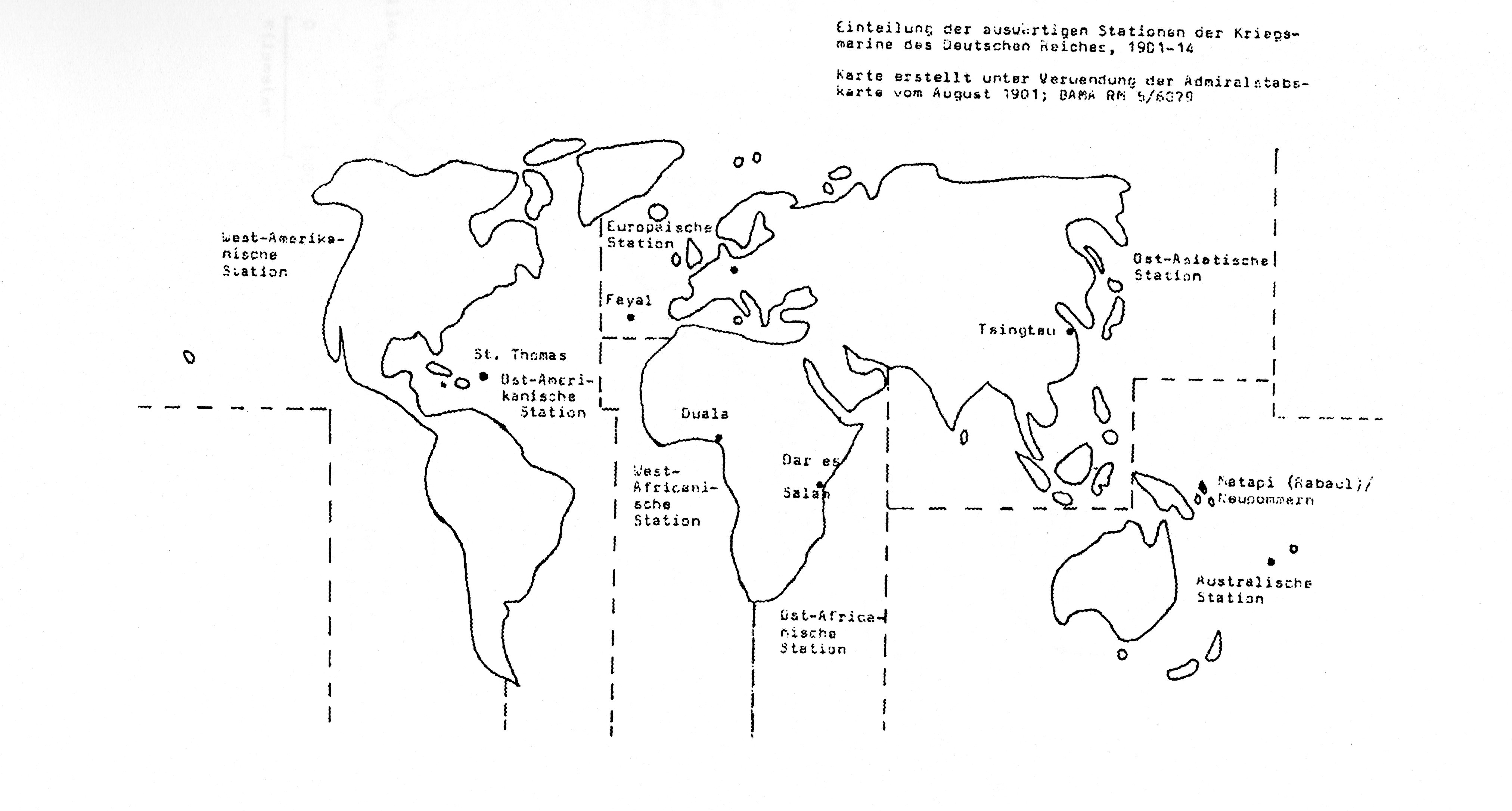
Karte der Auslandsstationen der Kaiserlichen Marine 1901–1914

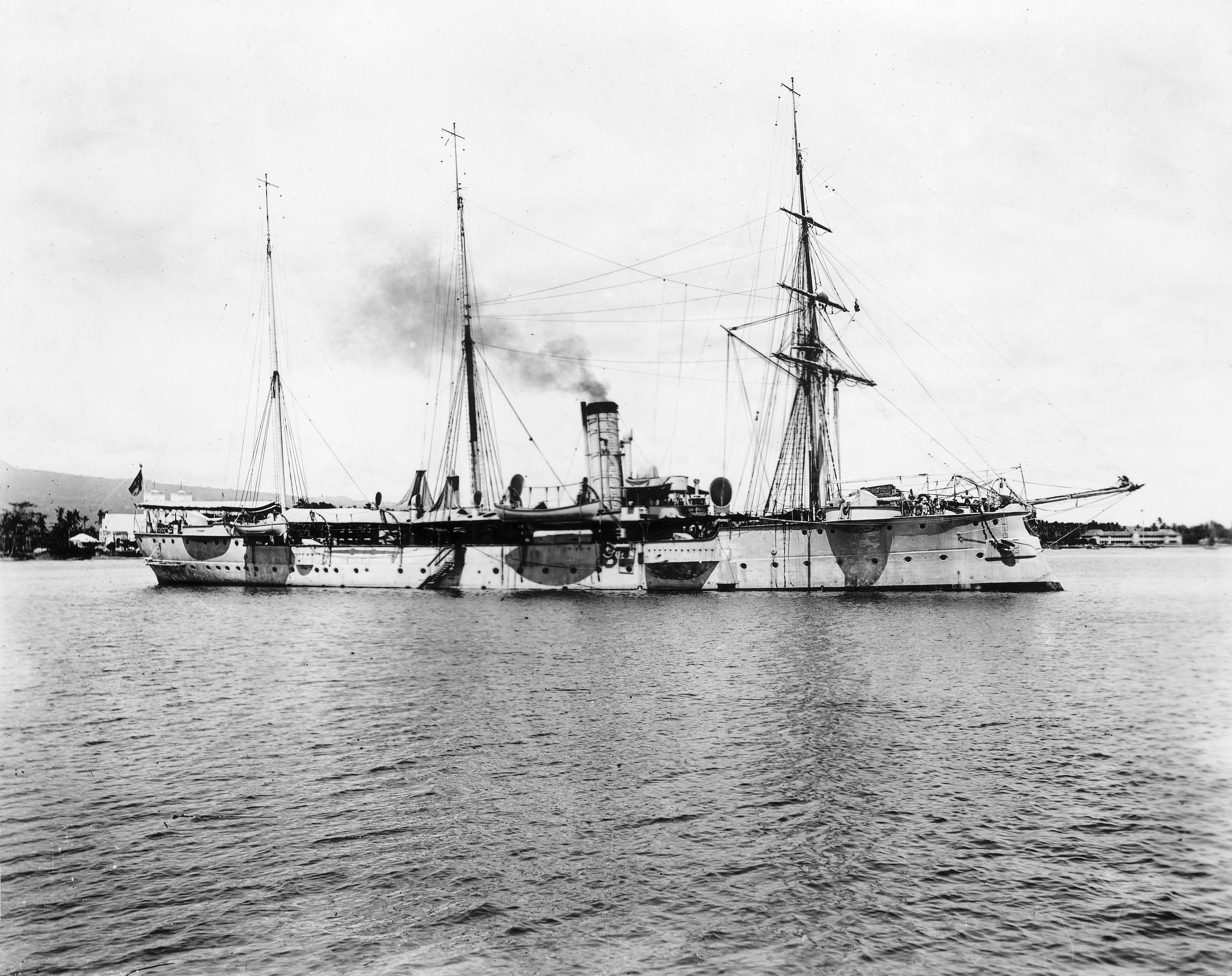
German warship in Apia Harbour 1900s, photo AJ Tattersall Timeframes NZ

Für das Deutsche Kolonialreich wurden von der Kaiserlichen Marine keine speziellen Kolonialkreuzer entwickelt. Allerdings war die Bussard-Klasse generell für den Auslandsdienst in Übersee konzipiert worden. Sie bestand aus sechs Kleinen Kreuzern, die 1913/14 zu Kanonenbooten umklassifiziert wurden. Sie dienten in den Kolonien auf den so genannten Auslandsstationen in Afrika und der Südsee.
Die Kriegsmarine plante Ende der 1930er Jahre ein Kolonialkanonenboot, das von den Leistungen in etwa den Kolonialkreuzern entsprach, jedoch über das Projektstadium nicht hinauskam.

### Frankreich

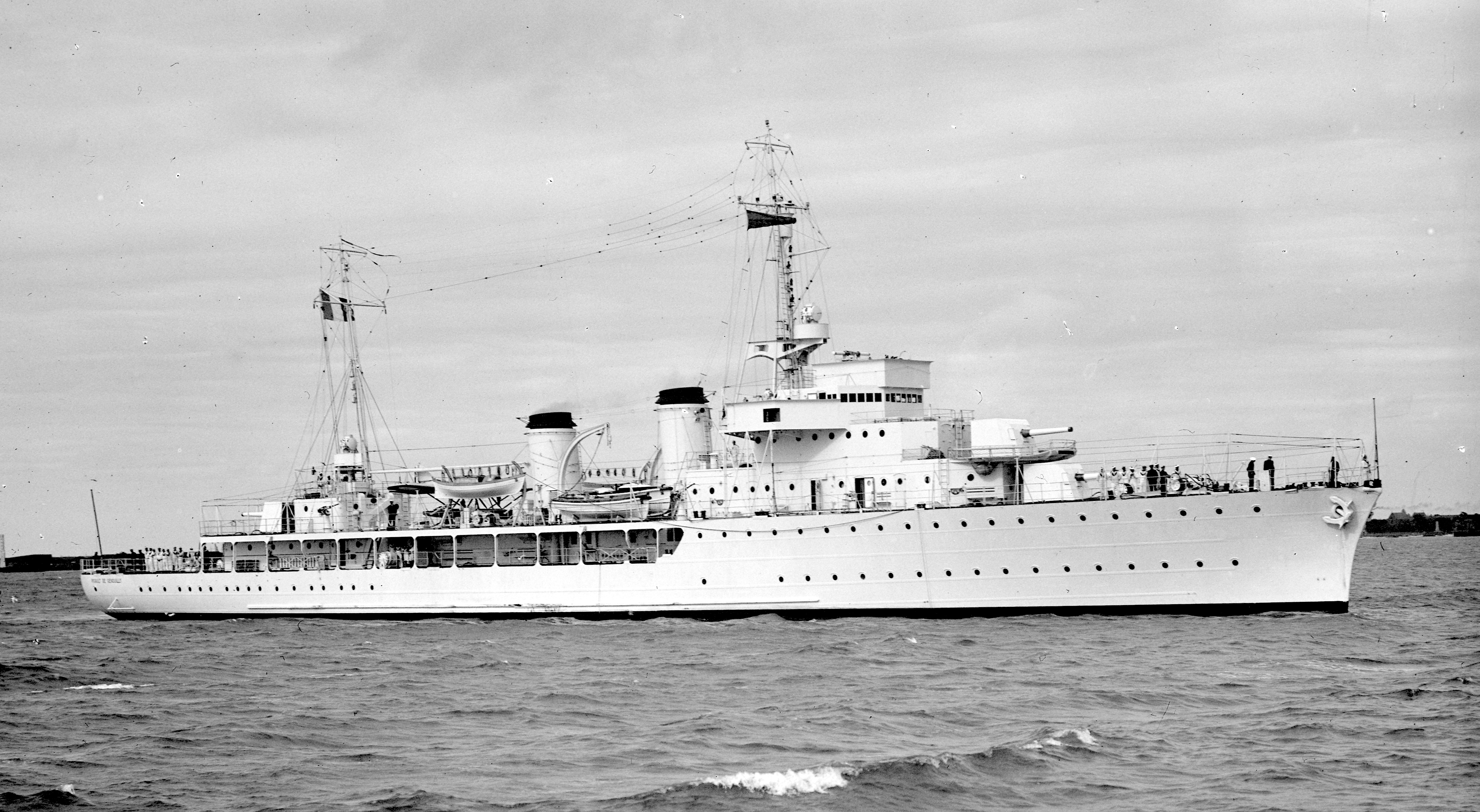
Rigault de Genouilly SLV Green 1938

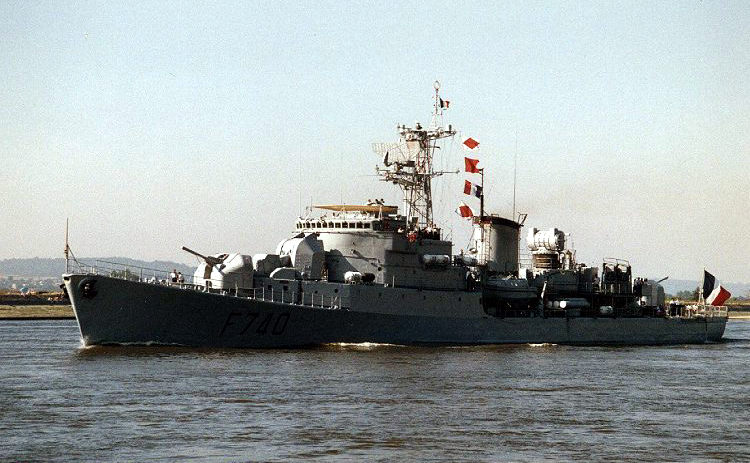
Commandant Bourdais

In Frankreich wurden Kolonialkreuzer als Kolonialavisos (Avisos coloniaux) bezeichnet. Eigens für den Kolonialdienst wurde die Bougainville-Klasse mit acht Einheiten konstruiert. Sie wurden nach 1945 durch neun Einheiten der  Commandant Rivière-Klasse ersetzt, die als aviso-escorteur coloniaux und später als Fregatten klassifiziert wurden. 

### Portugal

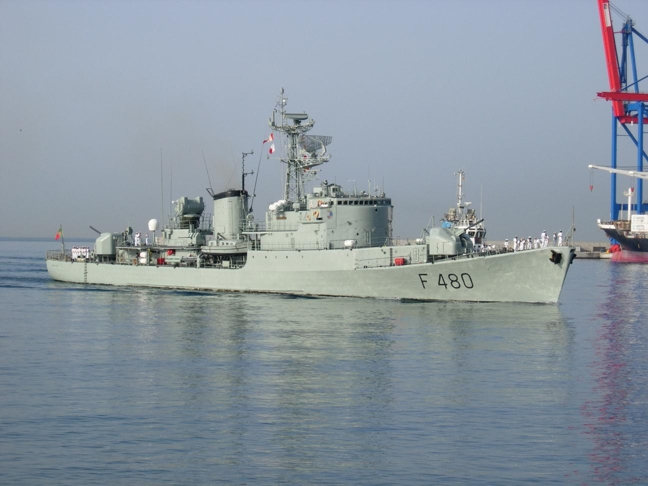
João Belo F480

Nach dem Vorbild der Commandant Rivière-Klasse wurden ab 1967 in Portugal vier Einheiten der João Belo-Klasse in Dienst gestellt und als Fregatten klassifiziert. Sie wurden bis 1974 im Portugiesischen Kolonialkrieg eingesetzt.

## Bekannte Kolonialkreuzer
- Italien: Calabria (Baujahr 1894, 1924 aus Liste der Kriegsschiffe gestrichen)
- Italien: Basilicata (Baujahr 1914, 1919 nach Explosion gesunken, 1920 gehoben, 1921 abgewrackt)
- Italien: Campania (Baujahr 1914, 1937 aus Liste der Kriegsschiffe gestrichen)
- Italien: Eritrea
- Frankreich: Lavoisier
- Frankreich: Bougainville